# RMS Lancastria
RMS Lancastria var ett brittiskt passagerarfartyg och trupptransportfartyg som sänktes utanför Saint-Nazaire vid franska Atlantkusten den 17 juni 1940 med oklart antal döda, dock minst 3 500 och möjligen mer än 4 000. Detta gör det till Storbritanniens värsta sjökatastrof någonsin. Desto märkligare att händelsen är så okänd, både som sjökatastrof och i historien om andra världskriget. Nedtystandet inleddes redan direkt efter fartygskatastrofen. Brittiska regeringen beordrade att händelsen inte skulle rapporteras för att inte undergräva stridsmoralen – detta var direkt efter evakueringen från Dunkerque och Englands läge var mycket prekärt.

## Fartyget
Lancastria byggdes som Tyrrhenia vid varvet William Beardmore and Co i Glasgow i Skottland. Sjösättningen skedde 1920, och jungfruresan var 19 juni 1922. Fartyget var på 16 243 ton, längd 176 m och var avsett för 2 200 passagerare. Efter en ombyggnad 1924 bytte namnet till Lancastria efter att amerikanska passagerare klagat över att Tyrrhenia var ett outtalbart namn. Fartyget seglade för Anchor Line, ett dotterrederi till Cunard Line, på linjen Liverpool – New York till 1932, därefter som kryssningsfartyg bland annat i Medelhavet. I april 1940 rekvirerades Lancastria som trupptransportfartyg. Fartygets formella namn byttes i och med detta till HMT Lancastria, (HMT står för His/Her Majesty's Transport -  det tidigare prefixet RMS betyder Royal Mail Ship). Lancastria användes först vid den brittiska evakueringen av Norge efter stridernas slut där våren 1940.

## Sänkningen
Lancastria lämnade Liverpool 14 juni 1940 efter reparation och översyn. Hon anlände till floden Loires mynning vid den franska Atlantkusten den 16 juni, som en del av Operation Ariel, evakueringen av brittiska medborgare och trupp efter Dunkerque. Dagen därpå hade fartyget tagit ombord ett okänt antal civila flyktingar och brittiska flygare från RAF. Uppgifterna om antalet passagerare varierar mellan 4 000 och 9 000, trots att fartygets officiella kapacitet var 2 200.
På eftermiddagen den 17 juni anfölls Lancastria utanför Saint-Nazaire av tyska Junkers Ju 88-flygplan från Kampfgeschwader 30. Hon fick minst tre direktträffar, och började kränga – först åt styrbord och därefter åt babord. Hon rullade runt och sjönk inom tjugo minuter. Över 1 400 ton olja läckte och delar av oljefältet antändes och många skeppsbrutna dog i lågorna eller kvävdes av oljan. Officiellt antal räddade var 2 477, men antalet döda är alltså mycket oklart – men anses i Storbritannien vara större än de både fartygskatastroferna Titanic och RMS Lusitania tillsammans.

## Nedtystningen
Brittiska media under kriget var kända för inte censureras och att beskriva även bakslag i kriget relativt öppet, men den brittiska regeringen hade dock under större delen av 1900-talet (1912-1971) ett slags informellt censurinstrument, känt som DA-Notice. Det var en uppmaning (inte en legalt bindande order) till utgivare att undvika publicering av en viss händelse. Lancastria-katastrofen ledde till en DA-notice, men någon månad senare beskrev dock både amerikanska och skotska tidningar händelsen. Överlevande och besättning från Lancastria var dock ovilliga för att diskutera händelsen under kriget, av rädsla för krigsrätt.
Den brittiska regeringen har efter sänkningen inte utsett vrakplatsen till officiellt krigsminnesmärke och krigsgrav, vilket överlevarnas organisation och andra påtryckargrupper har krävt, och som de senaste[när?] åren skett med exempelvis ett stort antal vrak från Slaget vid Jylland under första världskriget. Det brittiska försvarsdepartementet klargjorde i januari 2008 att man inte hade planer på någon form av officiell hedersbetygelse eller minnesceremoni över Lancastria-katastrofen.[källa behövs]